# Urostachys coreanus
Urostachys coreanus là một loài thực vật có mạch trong Họ Thạch tùng. Loài này được (Herter ex Nessel) Herter miêu tả khoa học đầu tiên năm 1949.